# Saint-Sériès
Saint-Sériès (okzitanisch: Sanch Erièg) ist eine französische Gemeinde mit 972 Einwohnern (Stand: 1. Januar 2022) im Département Hérault in der Region Okzitanien. Sie gehört zum Arrondissement Montpellier und ist Mitglied im Gemeindeverband Lunel Agglo. Die Einwohner werden Saint-Sériessois und Saint-Sériessoises genannt.
Der Fernwanderweg GR 653 von Dourgne nach Toulouse durchquert das Gemeindegebiet. Er folgt der Via Tolosana, einem der vier Jakobswege in Frankreich.

## Geografie

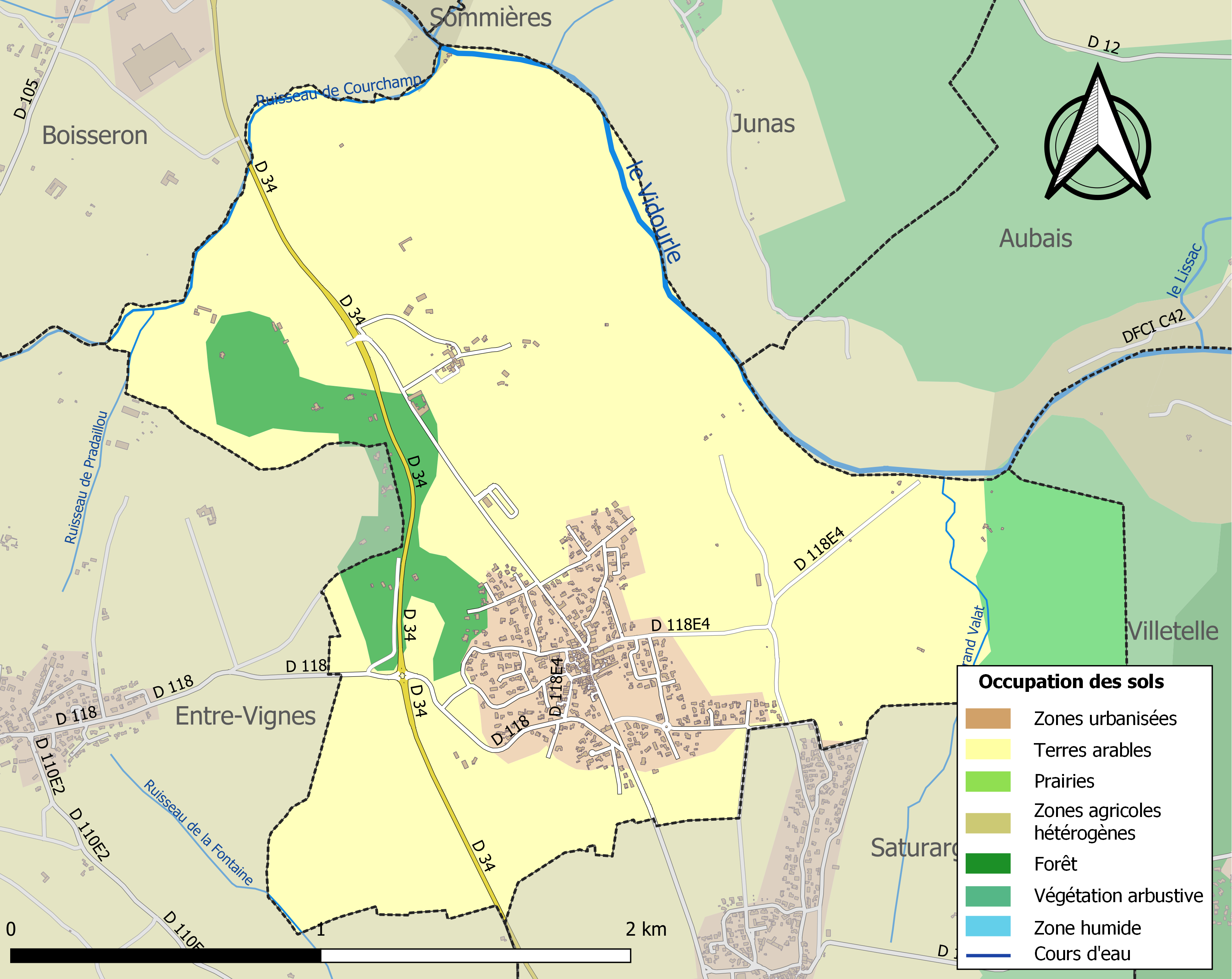
Bodennutzung, Hydrografie und Infrastruktur der Gemeinde (2018)

Saint-Sériès liegt am östlichen Rand des Départements an der Grenze zum benachbarten Département Gard, etwa 22 Kilometer nordöstlich von Montpellier und etwa 24 Kilometer südwestlich von Nîmes. Die Gemeinde wird vom Küstenfluss Vidourle, vom Ruisseau de Courchamp und verschiedenen kleineren Bächen entwässert. Der Ruisseau de Courchamp markiert im Nordwesten die Gemeindegrenze, bevor er im äußersten Norden in den Vidourle mündet, der in der Folge die Gemeinde im Nordosten begrenzt.
Das Gebiet von Saint-Sériès ist Teil des insgesamt 209 Hektar großen, im Jahre 2017 ins Leben gerufenen Natura 2000-Schutzgebiets „Le Vidourle“ (FR9101391) und von zwei ZNIEFF-Naturzonen. Über drei Viertel der Fläche der Gemeinde werden landwirtschaftlich genutzt, bebaute Zonen haben einen Anteil von etwa 10 %, 7 % sind bewaldet.
Umgeben wird Saint-Sériès von den Nachbargemeinden
- Boisseron im Norden und Nordwesten,
- Junas (Département Gard) im Norden und Nordosten,
- Aubais (Département Gard) im Osten und Nordosten,
- Villetelle im Osten,
- Saturargues im Süden und
- Entre-Vignes mit Vérargues im Südwesten und Saint-Christol im Westen.

## Geschichte
Ab dem 5. Jahrhundert v. Chr. bis zum 6. Jahrhundert n. Chr. gingen die ersten Männer, die hier lebten, auf die Jagd und fischten, bevor die Römer ihre Kolonien einrichten. Vor dem 13. Jahrhundert gab es kaum Spuren von Saint-Sériès als Dorf, obwohl einige Überbleibsel der gallo-römischen und karolingischen Ära in der Nähe von Saint-Félix ausgegraben wurden. Der Name Sanctum Cheerium, der erste Name von Saint-Sériès, erscheint in bestimmten Dokumenten um 1226.
Im Mittelalter haben einige Häuser rund um ein Priorat einen Weiler gebildet, der von der Baronie von Lunel abhängig war. Im Jahr 1295 gab es nur 20 Haushalte oder etwa hundert Einwohner. Vom 13. Jahrhundert bis zum 16. Jahrhundert sahen die örtlichen Bauern die Pilger nach Santiago de Compostela über die über Via Domitia gehen, aber auch den Soldaten der örtlichen Seigneurs und die von Simon de Monfort, vom König entsandt, um die Ländereien der Grafen von Toulouse und anderer abtrünniger Lehnsherren zu verwüsten. Vom 16. Jahrhundert bis zum 18. Jahrhundert gruppierte sich das Dorf um das um 1630 gebauten Schloss des Seigneurs von Vibrac.
Von 1702 bis 1704 kämpften Protestanten und Katholiken gegeneinander, es war der Aufstand der Kamisarden. Die kleinen Leute gerieten in Begeisterung und ergriffen Partei für das eine oder andere Lager. Ein ernannter Ritter, von der protestantischen Sache überzeugt, provozierte Massaker und Brände, legte Feuer an ungefähr fünfzehn Kirchen und nicht zuletzt auch an der von Saint-Sériès.
Vor der Französischen Revolution war das Dorf ein kleiner Marktflecken rund um das Schloss. Die Bewohner des Dorfes waren anders als die Schlossherren im Wesentlichen Familien von Bauern oder Hirten. Die Französische Revolution veränderte die Struktur der Dörfer, die aus der Herrschaft der Lehnsherren in die Verwaltung von Gemeinden übergingen.
Im 19. Jahrhundert wurden neue Häuser den bestehenden hinzugefügt. Die Weiden und Getreidefelder gaben größtenteils Platz frei für die Weinberge, die sich entwickelten. Das frühere Priorat und die Kirche, die während des Kamisarden-Aufstands niederbrannten, wurden durch die heutige Kirche im Jahre 1874 ersetzt. Zur gleichen Zeit wie der Deutsch-Französische Krieg entwickelte sich die Reblaus-Plage, die einen großen Teil der Weinberge des Languedoc zerstörte.
Im Jahr 1907, nach der Wiederherstellung der Weinberge, führten Absatzschwierigkeiten zum Aufstand der Weinzüchter, die Barrikaden auf den Straßen errichteten und Schlägereien und Tote verursachten. Im Jahr 1933 trat der Vidourle während eines Äquinoktiums über die Ufer mit einer solchen Gewalt, dass er in den umliegenden Feldern hundertjährige Bäume entwurzelte und alles auf seinem Weg verwüstete.

## Bevölkerungsentwicklung

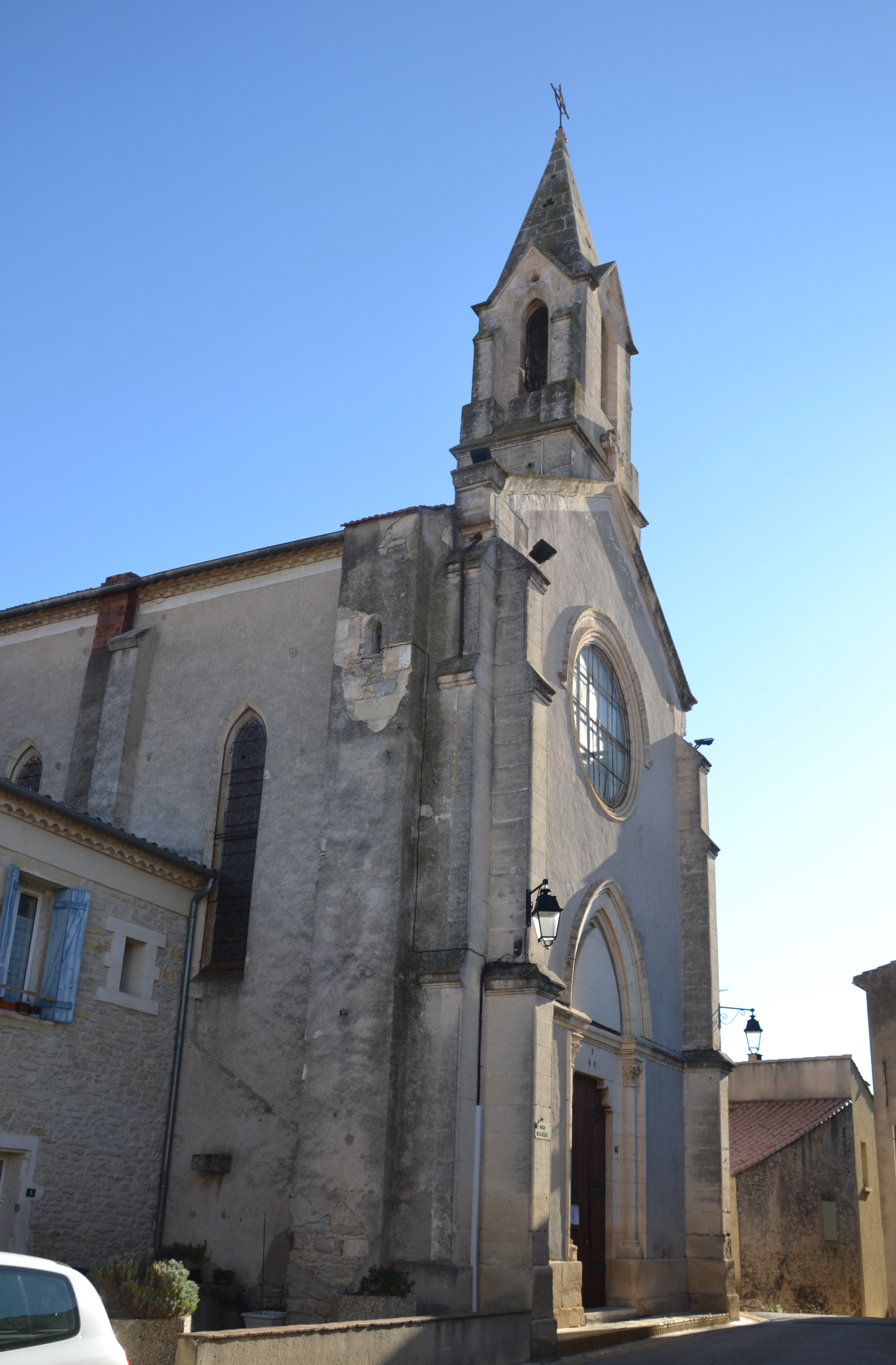
Kirche Saint-Arey

| Saint-Sériès: Einwohnerzahlen von 1793 bis 2020                                                                            | Saint-Sériès: Einwohnerzahlen von 1793 bis 2020 | Saint-Sériès: Einwohnerzahlen von 1793 bis 2020 | Saint-Sériès: Einwohnerzahlen von 1793 bis 2020 | Saint-Sériès: Einwohnerzahlen von 1793 bis 2020 |
| --- | ----------------------------------------------- | ----------------------------------------------- | ----------------------------------------------- | ----------------------------------------------- |
| Jahr |                                                 |                                                 |                                                 | Einwohner                                       |
| 1793 | 1793                                            |                                                 | 145                                             | 145                                             |
| 1800 | 1800                                            |                                                 | 128                                             | 128                                             |
| 1806 | 1806                                            |                                                 | 145                                             | 145                                             |
| 1821 | 1821                                            |                                                 | 174                                             | 174                                             |
| 1831 | 1831                                            |                                                 | 202                                             | 202                                             |
| 1836 | 1836                                            |                                                 | 219                                             | 219                                             |
| 1841 | 1841                                            |                                                 | 221                                             | 221                                             |
| 1846 | 1846                                            |                                                 | 220                                             | 220                                             |
| 1851 | 1851                                            |                                                 | 224                                             | 224                                             |
| 1856 | 1856                                            |                                                 | 230                                             | 230                                             |
| 1861 | 1861                                            |                                                 | 228                                             | 228                                             |
| 1866 | 1866                                            |                                                 | 212                                             | 212                                             |
| 1872 | 1872                                            |                                                 | 255                                             | 255                                             |
| 1876 | 1876                                            |                                                 | 236                                             | 236                                             |
| 1881 | 1881                                            |                                                 | 186                                             | 186                                             |
| 1886 | 1886                                            |                                                 | 191                                             | 191                                             |
| 1891 | 1891                                            |                                                 | 210                                             | 210                                             |
| 1896 | 1896                                            |                                                 | 224                                             | 224                                             |
| 1901 | 1901                                            |                                                 | 261                                             | 261                                             |
| 1906 | 1906                                            |                                                 | 253                                             | 253                                             |
| 1911 | 1911                                            |                                                 | 229                                             | 229                                             |
| 1921 | 1921                                            |                                                 | 231                                             | 231                                             |
| 1926 | 1926                                            |                                                 | 272                                             | 272                                             |
| 1931 | 1931                                            |                                                 | 250                                             | 250                                             |
| 1936 | 1936                                            |                                                 | 225                                             | 225                                             |
| 1946 | 1946                                            |                                                 | 202                                             | 202                                             |
| 1954 | 1954                                            |                                                 | 196                                             | 196                                             |
| 1962 | 1962                                            |                                                 | 204                                             | 204                                             |
| 1968 | 1968                                            |                                                 | 230                                             | 230                                             |
| 1975 | 1975                                            |                                                 | 224                                             | 224                                             |
| 1982 | 1982                                            |                                                 | 358                                             | 358                                             |
| 1990 | 1990                                            |                                                 | 448                                             | 448                                             |
| 1999 | 1999                                            |                                                 | 583                                             | 583                                             |
| 2006 | 2006                                            |                                                 | 822                                             | 822                                             |
| 2013 | 2013                                            |                                                 | 856                                             | 856                                             |
| 2020 | 2020                                            |                                                 | 973                                             | 973                                             |
| Quelle(n): EHESS/Cassini bis 1999, INSEE ab 2006 Anmerkung(en): Ab 1962 offizielle Zahlen ohne Einwohner mit Zweitwohnsitz |                                                 |                                                 |                                                 |                                                 |

## Sehenswürdigkeiten
- Kirche Saint-Arey, erbaut 1874
- Ehemaliges Schloss aus dem 17. Jahrhundert

## Verkehr
Saint-Sériès liegt fernab von größeren Verkehrsachsen. Die Departementsstraße D 34 von Boisseron nach Lunel über Saturargues wird in Nord-Süd-Richtung um das Zentrum herum geführt. Die Departementsstraße D 118 verbindet die Gemeinde mit Saint-Christol im Westen.